# Hapoel Bnei Lod F.C.
El Hapoel Bnei Lod Football Club es un club de fútbol israelí de la ciudad de Lod. Fue fundado en 1980 y juega en la Liga Leumit.